# Pinus clausa
Pinus clausa là một loài thực vật hạt trần trong họ Thông. Loài này được (Chapm. ex Engelm.) Vasey ex Sarg. miêu tả khoa học đầu tiên năm 1884.